# Großer Preis von Malaysia 2012
Der Große Preis von Malaysia 2012 (offiziell 2012 Formula 1 Petronas Malaysia Grand Prix) fand am 25. März auf dem Sepang International Circuit in Sepang statt und war das zweite Rennen der Formel-1-Weltmeisterschaft 2012.

## Berichte

### Hintergrund
Nach dem Großen Preis von Australien führte Jenson Button in der Fahrerwertung mit sieben Punkten vor Sebastian Vettel und mit zehn Punkten vor Lewis Hamilton. In der Konstrukteurswertung führte McLaren-Mercedes mit zehn Punkten vor Red Bull-Renault und mit 28 Punkten vor Sauber-Ferrari.
Beim Großen Preis von Malaysia stellte Pirelli den Fahrern die Reifenmischungen P Zero Hard (silber) und P Zero Medium (weiß), sowie für nasse Bedingungen Cinturato Intermediates (grün) und Cinturato Full-Wets (blau) zur Verfügung.
Mit Michael Schumacher (dreimal), Kimi Räikkönen, Fernando Alonso, Vettel (jeweils zweimal) und Button (einmal) traten fünf ehemalige Sieger zu diesem Grand Prix an.
Als Rennstewards bei diesem Grand Prix fungierten Paul Gutjahr (SUI), Johnny Herbert (GBR), Roger Peart (CAN) und Allen Oh (MAS).
Am Samstagmorgen gab es ein Feuer in der Hospitality von Lotus. Dabei wurde die Hospitality und die Küche des Teams zerstört. Personen wurden nicht verletzt.

### Training
Im ersten freien Training erzielte Hamilton die Bestzeit vor Vettel und Nico Rosberg. Bei Williams übernahm Valtteri Bottas in diesem Training das Fahrzeug von Bruno Senna. Es war Bottas erster Einsatz an einem Formel-1-Wochenende.
Im zweiten freien Training behielt Hamilton die Führung vor Schumacher und Button.
Im dritten freien Training fuhr Rosberg die schnellste Runde vor Vettel und Mark Webber.

### Qualifying
Im ersten Abschnitt des Qualifyings (Q1) fuhr Webber die schnellste Zeit vor Schumacher und Button. Die HRT-, Marussia- und Caterham-Piloten sowie Jean-Éric Vergne schafften nicht den Sprung ins nächste Segment.
Im zweiten Teil des Zeitentrainings (Q2) übernahm Räikkönen die Führungsposition vor Webber und Button. Die Force-India- und Williams-Piloten sowie Kamui Kobayashi, Daniel Ricciardo und Felipe Massa schieden aus.
Im finalen Abschnitt (Q3) setzte Hamilton die Bestzeit vor seinem Teamkollegen Button und Schumacher.

### Rennen

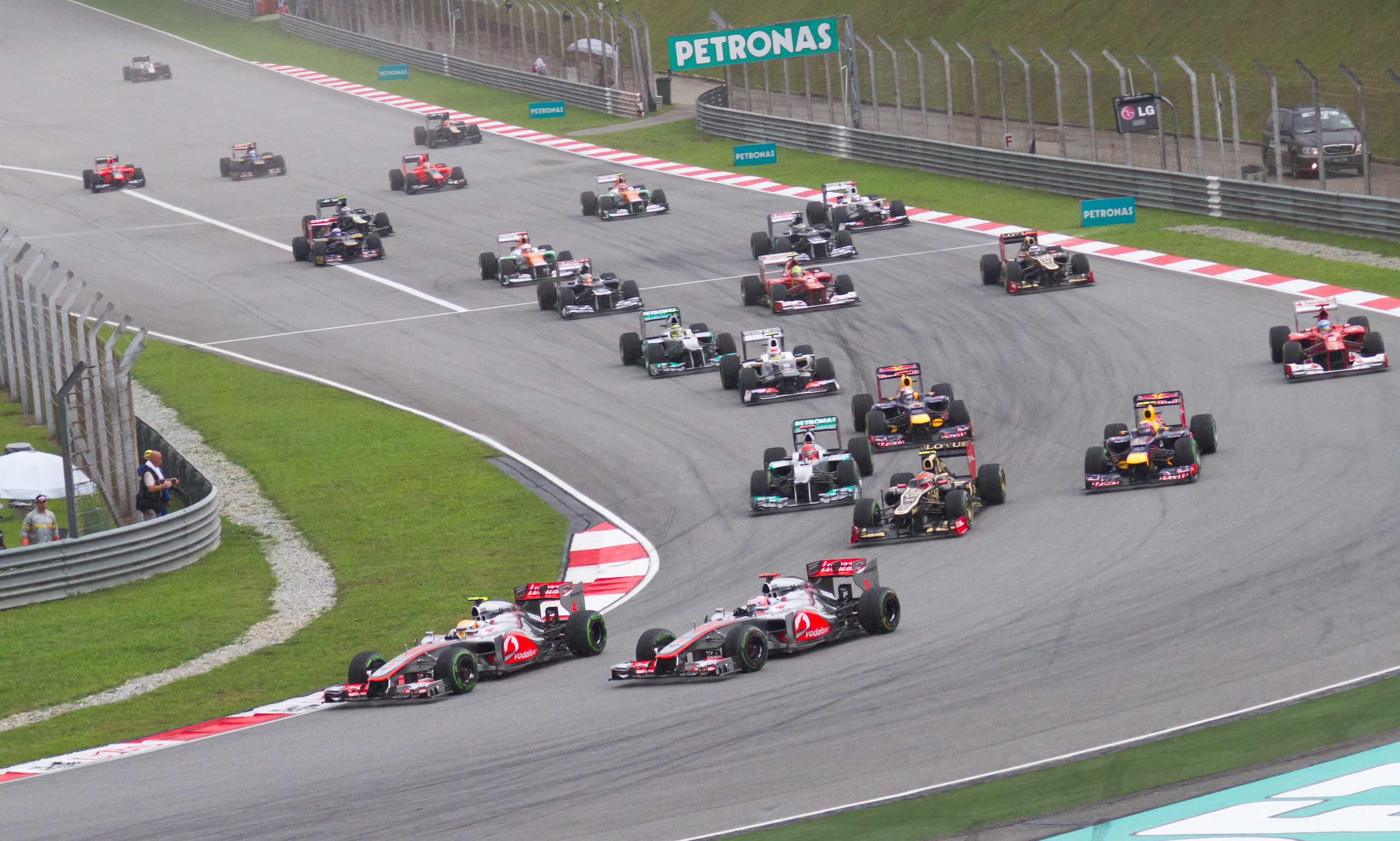
Die erste Kurve nach dem Start zum Grand Prix

Vor Beginn des Rennens begann es zu regnen. Da der Regen zunächst noch nicht so stark war, starteten bis auf die HRT-Piloten alle Fahrer auf Intermediate-Reifen. Hamilton behielt beim Start die Führung. In Kurve vier kam es zu einer Kollision zwischen Schumacher und Romain Grosjean. Beide Piloten drehten sich und verloren einige Positionen. In der vierten Runde war das Rennen für Grosjean schließlich beendet, da er sich ein weiteres Mal gedreht hatte und diesmal im Kiesbett feststeckte.

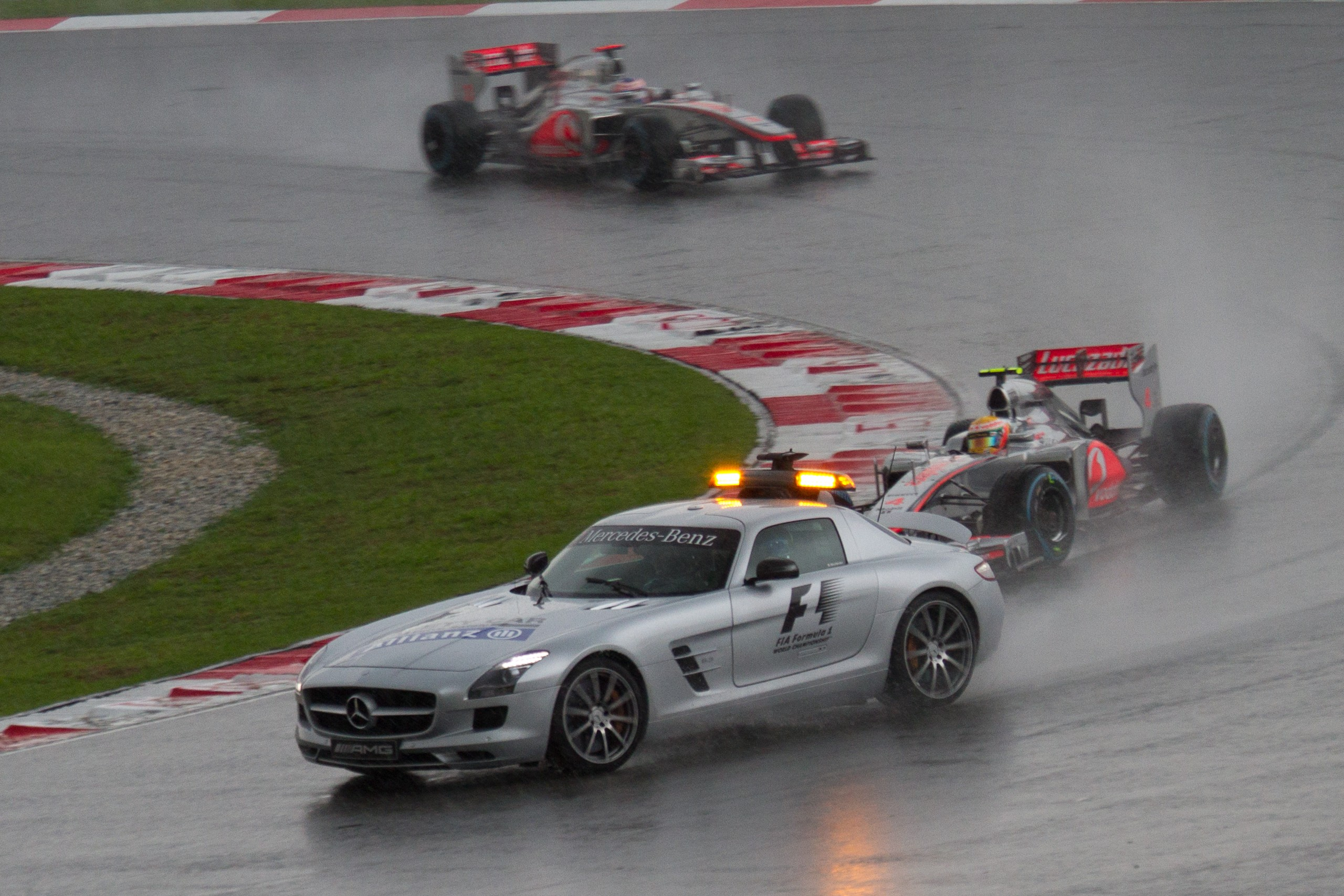
Hamilton und Button hinter dem Safety Car kurz bevor das Rennen unterbrochen wurde

Bereits ab der ersten Runde begannen einige Fahrer, auf Regenreifen zu wechseln. Der Regen wurde von Runde zu Runde stärker und es zog ein Gewitter über der Strecke. In der siebten Runde schickte die Rennleitung das Safety-Car aus Sicherheitsgründen auf die Strecke. Nachdem sich keine Besserung der Verhältnisse abzeichnete und längerer Regen vorhergesagt war, entschied sich die Rennleitung dazu, das Rennen in der neunten Runde mit der roten Flagge abzubrechen. Hamilton führte zu diesem Zeitpunkt vor Button und Sergio Pérez, der bereits in der ersten Runde auf Regenreifen gewechselt war. Die Top 10 komplettierten Webber, Alonso, Vettel, Vergne, Massa, Rosberg und Narain Karthikeyan. Vergne und Karthikeyan waren die einzigen Piloten, die noch nicht an der Box waren, wobei Vergne bis zur Unterbrechung auf Intermediates fuhr.

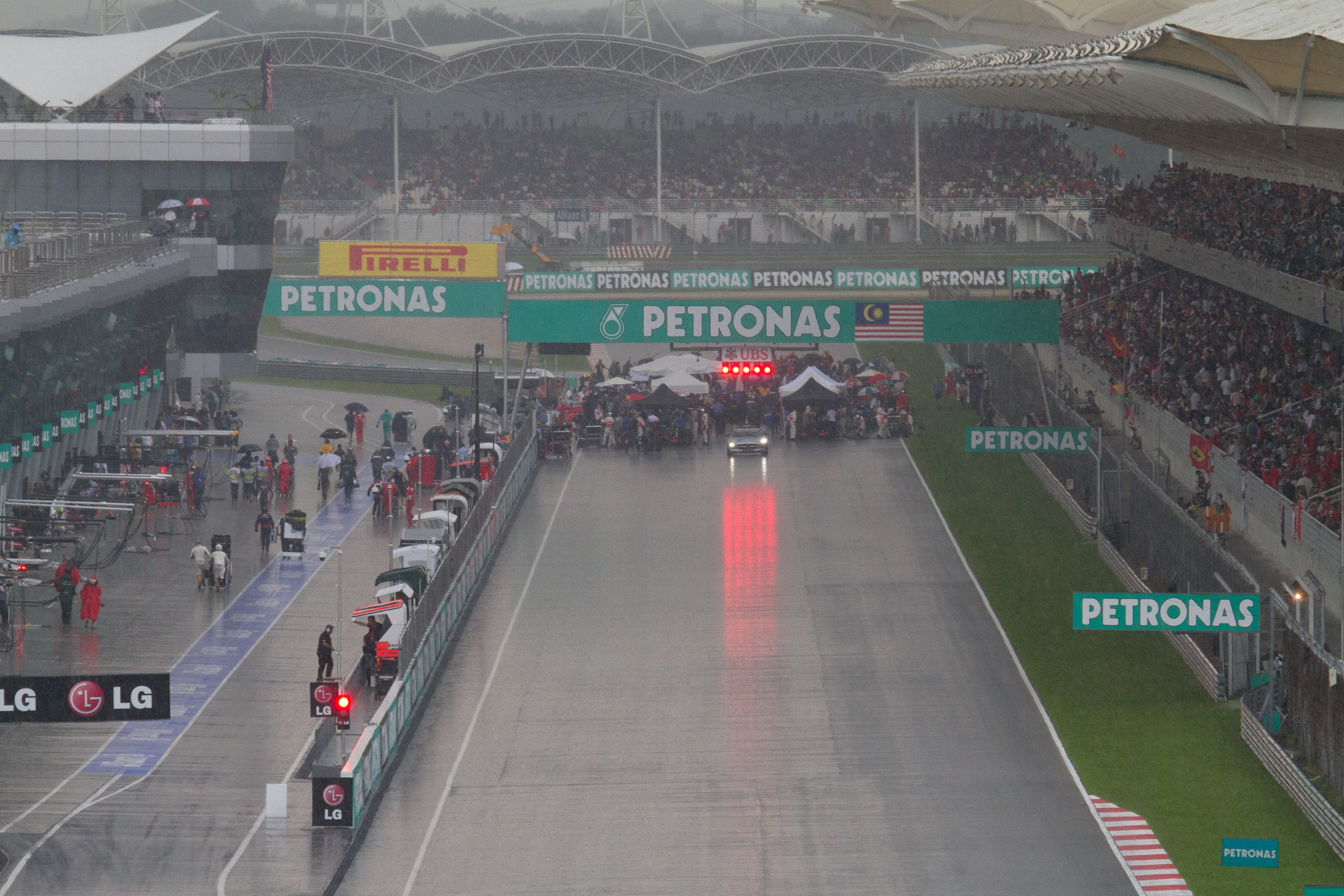
Die Startaufstellung während der Unterbrechung

Nach einer fast einstündigen Unterbrechung wurde das Rennen hinter dem Safety Car wiederaufgenommen. Die Fahrer hatten in der Unterbrechung die Möglichkeit, ihre Reifen wechseln zu lassen, allerdings mussten alle Piloten hinter dem Safety Car mit Regenreifen fahren. Da die Strecke bereits am abtrocknen war, gingen einige Piloten, unter anderem Button, sofort beim Restart des Rennens zum Reifenwechsel auf Intermediates an die Box. Eine Runde später ging auch eine Gruppe um den führenden Hamilton an die Box. Bei Hamiltons Stopp gab es jedoch kleinere Schwierigkeiten, weshalb er von Alonso, der gleichzeitig an der Box war, überholt wurde. Auch Button zog an Hamilton vorbei.
Buttons Siegchancen waren jedoch bereits kurz darauf auf ein Minimum gesunken. Bei einem Überholmanöver gegen Karthikeyan ließ dieser ihm wenig Platz, sodass Buttons Frontflügel beschädigt wurde und er zur Reparatur an die Box musste. In der Zwischenzeit führte Pérez das Rennen an. Nachdem auch er seinen Stopp absolviert hatte, fiel er hinter Alonso zurück und lag auf dem zweiten Platz vor Hamilton.
In den nächsten Runden setzten sich Alonso und Pérez vorm restlichen Feld ab, wobei Alonso zunächst auch seinen Vorsprung auf Pérez Runde um Runde vergrößerte. Hinter Hamilton bildete sich eine größere Lücke, da Rosberg auf dem vierten Platz liegend nicht mithalten konnte, und schließlich von mehreren Piloten überholt wurde. Vettel nahm zunächst den vierten Platz ein.
Obwohl die Strecke immer weiter abtrocknete, versuchte zunächst kein Fahrer einen Wechsel auf Slicks, da weitere Schauer angekündigt waren. Da aber einige Piloten ihre Intermediates schon zu stark beansprucht hatten, wechselten diese Fahrer auf frische Intermediates und verloren einige Positionen.
In der Zwischenzeit holte Pérez auf Alonso auf und näherte sich ihm auf wenige Sekunden Rückstand. Anderen Piloten gelang es nicht, auf das Führungsduo aufzuschließen. In der 38. Runde riskierte schließlich Ricciardo einen Wechsel auf Slicks. Da er die mit Abstand schnellsten Runden fuhr, zogen sämtliche Piloten innerhalb der nächsten Runden nach. Der führende Alonso kam in der 40. Runde an die Box, Pérez und Hamilton eine Runde später. Alonso hatte zunächst wieder um die sieben Sekunden Vorsprung auf Pérez, allerdings holte dieser erneut auf und näherte sich Alonso, während sein Teamkollege Kobayashi mit Bremsproblemen ausfiel.

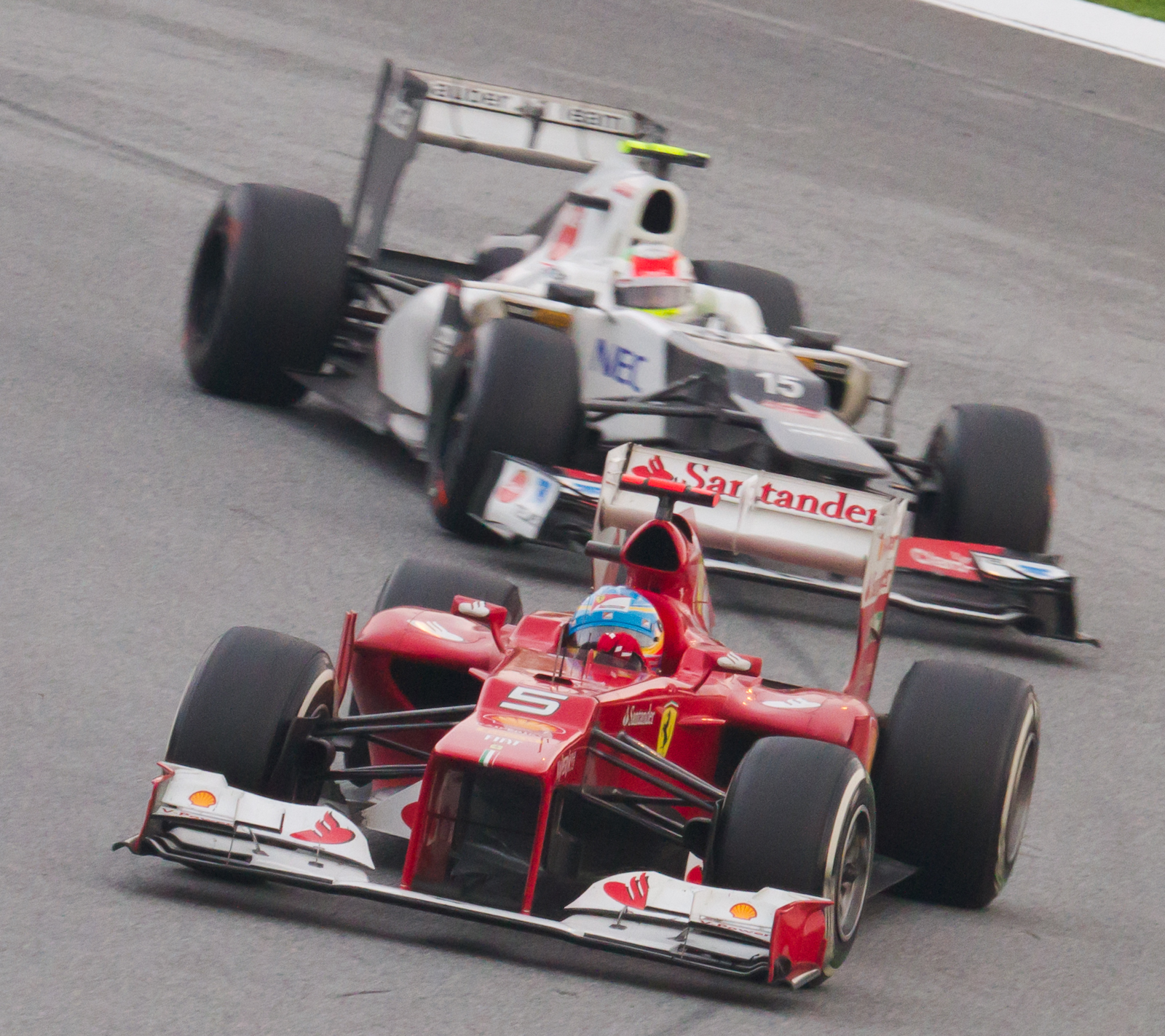
Das Duell des Rennens: Alonso (vorne) und Pérez (hinten) auf den ersten zwei Positionen

In der 48. Runde kam es zu einer Kollision zwischen Vettel und Karthikeyan. Als Vettel Karthikeyan überrunden wollte, ließ dieser ihm zu wenig Platz und beschädigte Vettels Hinterreifen, der sich infolgedessen auflöste. Karthikeyan wurde nach dem Rennen mit einer 20-Sekunden-Zeitstrafe belegt, wodurch er vom vorletzten auf den letzten Platz zurückfiel.
An der Spitze entwickelte sich schließlich ein Duell zwischen Alonso und Pérez. Allerdings machte Pérez wenige Runden vor Rennenende einen Fahrfehler und verlor dabei einige Sekunden. Es gelang ihm zwar, den Rückstand wieder zu reduzieren, auf Alonso aufschließen konnte er jedoch nicht mehr.

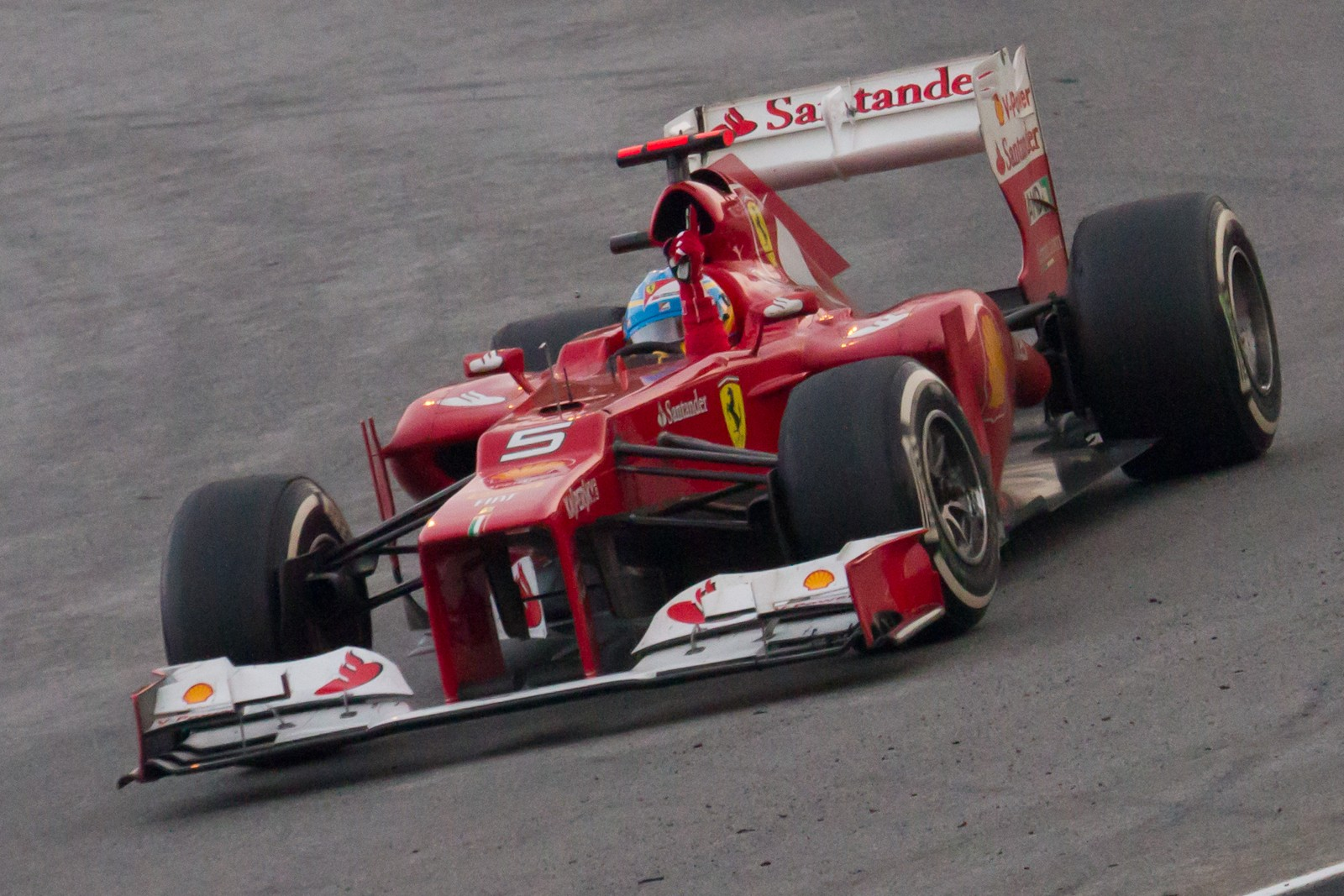
Alonso im Ferrari, nachdem er das Rennen gewonnen hatte

Alonso gewann schließlich zum 28. Mal ein Formel-1-Rennen. Es war der erste Saisonsieg für Ferrari, deren Fahrzeug eigentlich nicht siegfähig war. Pérez erzielte als Zweiter seine erste Podest-Platzierung, die das bisher beste Ergebnis von Sauber in der Formel 1 darstellte. Es war die erste Podiumsplatzierung eines mexikanischen Fahrers seit dem zweiten Platz von Pedro Rodríguez beim Großen Preis der Niederlande 1971, den dieser damals ebenfalls bei regnerischen Bedingungen erzielt hatte. Pérez und Rodríguez sind bislang (Stand: Saisonende 2024) die einzigen Mexikaner, die das Podium eines Grand Prix erreicht haben.
Hamilton wurde mit fast 15 Sekunden Rückstand Dritter. Die weiteren Punkte gingen an Webber, Räikkönen, Senna, Paul di Resta, Vergne, Nico Hülkenberg und Schumacher, der von einem Motorschaden Pastor Maldonados profitierte. Räikkönen erzielte erstmals nach seinem Comeback die schnellste Rennrunde. Senna und Vergne erzielten ihre bisher beste Platzierung. Für Vergne war es bei seinem zweiten Rennen das erste Mal, dass er in der Formel 1 punktete.
Alonso übernahm die Führung in der Fahrerweltmeisterschaft vor Hamilton. Button, der vor dem Rennen in Führung lag, fiel auf den dritten Platz zurück. Bei den Konstrukteuren blieben die ersten zwei Positionen unverändert. Ferrari übernahm die dritte Position von Sauber.

## Meldeliste
| Team                          | Nr. | Fahrer             | Chassis           | Motor                | Reifen |
| ----------------------------- | --- | ------------------ | ----------------- | -------------------- | ------ |
| Red Bull Racing               | 01  | Sebastian Vettel   | Red Bull RB8      | Renault 2.4 V8       | P      |
| Red Bull Racing               | 02  | Mark Webber        | Red Bull RB8      | Renault 2.4 V8       | P      |
| Vodafone McLaren Mercedes     | 03  | Jenson Button      | McLaren MP4-27    | Mercedes-Benz 2.4 V8 | P      |
| Vodafone McLaren Mercedes     | 04  | Lewis Hamilton     | McLaren MP4-27    | Mercedes-Benz 2.4 V8 | P      |
| Scuderia Ferrari              | 05  | Fernando Alonso    | Ferrari F2012     | Ferrari 2.4 V8       | P      |
| Scuderia Ferrari              | 06  | Felipe Massa       | Ferrari F2012     | Ferrari 2.4 V8       | P      |
| Mercedes AMG Petronas F1 Team | 07  | Michael Schumacher | Mercedes F1 W03   | Mercedes-Benz 2.4 V8 | P      |
| Mercedes AMG Petronas F1 Team | 08  | Nico Rosberg       | Mercedes F1 W03   | Mercedes-Benz 2.4 V8 | P      |
| Lotus F1 Team                 | 09  | Kimi Räikkönen     | Lotus E20         | Renault 2.4 V8       | P      |
| Lotus F1 Team                 | 10  | Romain Grosjean    | Lotus E20         | Renault 2.4 V8       | P      |
| Sahara Force India F1 Team    | 11  | Paul di Resta      | Force India VJM05 | Mercedes-Benz 2.4 V8 | P      |
| Sahara Force India F1 Team    | 12  | Nico Hülkenberg    | Force India VJM05 | Mercedes-Benz 2.4 V8 | P      |
| Sauber F1 Team                | 14  | Kamui Kobayashi    | Sauber C31        | Ferrari 2.4 V8       | P      |
| Sauber F1 Team                | 15  | Sergio Pérez       | Sauber C31        | Ferrari 2.4 V8       | P      |
| Scuderia Toro Rosso           | 16  | Daniel Ricciardo   | Toro Rosso STR7   | Ferrari 2.4 V8       | P      |
| Scuderia Toro Rosso           | 17  | Jean-Éric Vergne   | Toro Rosso STR7   | Ferrari 2.4 V8       | P      |
| Williams F1 Team              | 18  | Pastor Maldonado   | Williams FW34     | Renault 2.4 V8       | P      |
| Williams F1 Team              | 19  | Valtteri Bottas    | Williams FW34     | Renault 2.4 V8       | P      |
| Williams F1 Team              | 19  | Bruno Senna        | Williams FW34     | Renault 2.4 V8       | P      |
| Caterham F1 Team              | 20  | Heikki Kovalainen  | Caterham CT01     | Renault 2.4 V8       | P      |
| Caterham F1 Team              | 21  | Witali Petrow      | Caterham CT01     | Renault 2.4 V8       | P      |
| HRT F1 Team                   | 22  | Pedro de la Rosa   | HRT F112          | Cosworth 2.4 V8      | P      |
| HRT F1 Team                   | 23  | Narain Karthikeyan | HRT F112          | Cosworth 2.4 V8      | P      |
| Marussia F1 Team              | 24  | Timo Glock         | Marussia MR01     | Cosworth 2.4 V8      | P      |
| Marussia F1 Team              | 25  | Charles Pic        | Marussia MR01     | Cosworth 2.4 V8      | P      |

Anmerkungen
1. 1 2  Bottas fuhr den Williams mit der Nummer 19 im ersten freien Training. Senna übernahm das Fahrzeug anschließend für das restliche Rennwochenende.

## Klassifikationen

### Qualifying
| Pos.                                                                      | Fahrer             | Konstrukteur         | Q1       | Q2       | Q3       | Start |
| ------------------------------------------------------------------------- | ------------------ | -------------------- | -------- | -------- | -------- | ----- |
| 01                                                                        | Lewis Hamilton     | McLaren-Mercedes     | 1:37,813 | 1:37,106 | 1:36,219 | 01    |
| 02                                                                        | Jenson Button      | McLaren-Mercedes     | 1:37,575 | 1:36,928 | 1:36,368 | 02    |
| 03                                                                        | Michael Schumacher | Mercedes             | 1:37,517 | 1:37,017 | 1:36,391 | 03    |
| 04                                                                        | Mark Webber        | Red Bull-Renault     | 1:37,172 | 1:37,375 | 1:36,461 | 04    |
| 05                                                                        | Kimi Räikkönen     | Lotus-Renault        | 1:37,961 | 1:36,715 | 1:36,461 | 10    |
| 06                                                                        | Sebastian Vettel   | Red Bull-Renault     | 1:38,102 | 1:37,419 | 1:36,634 | 05    |
| 07                                                                        | Romain Grosjean    | Lotus-Renault        | 1:38,058 | 1:37,338 | 1:36,658 | 06    |
| 08                                                                        | Nico Rosberg       | Mercedes             | 1:37,696 | 1:36,996 | 1:36,664 | 07    |
| 09                                                                        | Fernando Alonso    | Ferrari              | 1:38,151 | 1:37,379 | 1:37,566 | 08    |
| 10                                                                        | Sergio Pérez       | Sauber-Ferrari       | 1:37,933 | 1:37,477 | 1:37,698 | 09    |
| 11                                                                        | Pastor Maldonado   | Williams-Renault     | 1:37,789 | 1:37,589 | –        | 11    |
| 12                                                                        | Felipe Massa       | Ferrari              | 1:38,381 | 1:37,731 | –        | 12    |
| 13                                                                        | Bruno Senna        | Williams-Renault     | 1:38,437 | 1:37,841 | –        | 13    |
| 14                                                                        | Paul di Resta      | Force India-Mercedes | 1:38,325 | 1:37,877 | –        | 14    |
| 15                                                                        | Daniel Ricciardo   | Toro Rosso-Ferrari   | 1:38,419 | 1:37,883 | –        | 15    |
| 16                                                                        | Nico Hülkenberg    | Force India-Mercedes | 1:38,303 | 1:37,890 | –        | 16    |
| 17                                                                        | Kamui Kobayashi    | Sauber-Ferrari       | 1:38,372 | 1:38,069 | –        | 17    |
| 18                                                                        | Jean-Éric Vergne   | Toro Rosso-Ferrari   | 1:39,077 | –        | –        | 18    |
| 19                                                                        | Heikki Kovalainen  | Caterham-Renault     | 1:39,306 | –        | –        | 24    |
| 20                                                                        | Witali Petrow      | Caterham-Renault     | 1:39,567 | –        | –        | 19    |
| 21                                                                        | Timo Glock         | Marussia-Cosworth    | 1:40,903 | –        | –        | 20    |
| 22                                                                        | Charles Pic        | Marussia-Cosworth    | 1:41,250 | –        | –        | 21    |
| 23                                                                        | Pedro de la Rosa   | HRT-Cosworth         | 1:42,914 | –        | –        | 22    |
| 24                                                                        | Narain Karthikeyan | HRT-Cosworth         | 1:43,655 | –        | –        | 23    |
| 107-Prozent-Zeit: 1:43,974 min (bezogen auf Q1-Bestzeit von 1:37,172 min) |                    |                      |          |          |          |       |

Anmerkungen
1. ↑  Räikkönen wurde wegen eines Getriebewechsels um fünf Positionen nach hinten versetzt.
2. ↑  Kovalainen wurde wegen Überholen in einer Safety-Car-Phase beim Großen Preis von Australien um fünf Positionen nach hinten versetzt.

1. 1 2 3 4 5 6 7 8 9 10 11 12 13 14 15 16 17 18 19 20  Rennwagen mit KERS

### Rennen
| Pos. | Fahrer             | Konstrukteur         | Runden | Stopps | Zeit        | Start | Schnellste Runde |
| ---- | ------------------ | -------------------- | ------ | ------ | ----------- | ----- | ---------------- |
| 01   | Fernando Alonso    | Ferrari              | 56     | 3      | 2:44:51,812 | 08    | 1:41,680 (53.)   |
| 02   | Sergio Pérez       | Sauber-Ferrari       | 56     | 3      | + 2,263     | 09    | 1:41,021 (54.)   |
| 03   | Lewis Hamilton     | McLaren-Mercedes     | 56     | 3      | + 14,591    | 01    | 1:41,539 (50.)   |
| 04   | Mark Webber        | Red Bull-Renault     | 56     | 3      | + 17,688    | 04    | 1:41,017 (52.)   |
| 05   | Kimi Räikkönen     | Lotus-Renault        | 56     | 3      | + 29,456    | 10    | 1:40,722 (53.)   |
| 06   | Bruno Senna        | Williams-Renault     | 56     | 4      | + 37,667    | 13    | 1:41,404 (55.)   |
| 07   | Paul di Resta      | Force India-Mercedes | 56     | 3      | + 44,412    | 14    | 1:41,819 (55.)   |
| 08   | Jean-Éric Vergne   | Toro Rosso-Ferrari   | 56     | 2      | + 46,985    | 18    | 1:41,922 (55.)   |
| 09   | Nico Hülkenberg    | Force India-Mercedes | 56     | 3      | + 47,892    | 16    | 1:42,173 (51.)   |
| 10   | Michael Schumacher | Mercedes             | 56     | 3      | + 49,996    | 03    | 1:41,760 (53.)   |
| 11   | Sebastian Vettel   | Red Bull-Renault     | 56     | 4      | + 1:15,527  | 05    | 1:41,342 (50.)   |
| 12   | Daniel Ricciardo   | Toro Rosso-Ferrari   | 56     | 4      | + 1:16,828  | 15    | 1:41,756 (54.)   |
| 13   | Nico Rosberg       | Mercedes             | 56     | 4      | + 1:18,593  | 07    | 1:41,863 (51.)   |
| 14   | Jenson Button      | McLaren-Mercedes     | 56     | 5      | + 1:19,719  | 02    | 1:42,100 (50.)   |
| 15   | Felipe Massa       | Ferrari              | 56     | 4      | + 1:37,319  | 12    | 1:42,051 (56.)   |
| 16   | Witali Petrow      | Caterham-Renault     | 55     | 3      | + 1 Runde   | 19    | 1:43,513 (52.)   |
| 17   | Timo Glock         | Marussia-Cosworth    | 55     | 3      | + 1 Runde   | 20    | 1:44,757 (50.)   |
| 18   | Heikki Kovalainen  | Caterham-Renault     | 55     | 4      | + 1 Runde   | 24    | 1:43,803 (54.)   |
| 19   | Pastor Maldonado   | Williams-Renault     | 54     | 4      | DNF         | 11    | 1:42,237 (51.)   |
| 20   | Charles Pic        | Marussia-Cosworth    | 54     | 3      | + 2 Runden  | 21    | 1:44,813 (50.)   |
| 21   | Pedro de la Rosa   | HRT-Cosworth         | 54     | 3      | + 2 Runden  | 22    | 1:46,244 (54.)   |
| 22   | Narain Karthikeyan | HRT-Cosworth         | 54     | 2      | + 2 Runden  | 23    | 1:45,909 (52.)   |
| –    | Kamui Kobayashi    | Sauber-Ferrari       | 46     | 3      | DNF         | 17    | 1:44,202 (44.)   |
| –    | Romain Grosjean    | Lotus-Renault        | 3      | 0      | DNF         | 06    | 2:08,464 (02.)   |

Anmerkungen
1. ↑  Karthikeyan wurde nachträglich mit einer 20-Sekunden-Zeitstrafe belegt.

1. 1 2 3 4 5 6 7 8 9 10 11 12 13 14 15 16 17 18 19 20  Rennwagen mit KERS

## WM-Stände nach dem Rennen
Die ersten zehn des Rennens bekamen 25, 18, 15, 12, 10, 8, 6, 4, 2 bzw. 1 Punkt(e).

### Fahrerwertung
| Pos. | Fahrer           | Konstrukteur         | Punkte |
| ---- | ---------------- | -------------------- | ------ |
| 01   | Fernando Alonso  | Ferrari              | 35     |
| 02   | Lewis Hamilton   | McLaren-Mercedes     | 30     |
| 03   | Jenson Button    | McLaren-Mercedes     | 25     |
| 04   | Mark Webber      | Red Bull-Renault     | 24     |
| 05   | Sergio Pérez     | Sauber-Ferrari       | 22     |
| 06   | Sebastian Vettel | Red Bull-Renault     | 18     |
| 07   | Kimi Räikkönen   | Lotus-Renault        | 16     |
| 08   | Bruno Senna      | Williams-Renault     | 8      |
| 09   | Kamui Kobayashi  | Sauber-Ferrari       | 8      |
| 10   | Paul di Resta    | Force India-Mercedes | 7      |
| 11   | Jean-Éric Vergne | Toro Rosso-Ferrari   | 4      |
| 12   | Daniel Ricciardo | Toro Rosso-Ferrari   | 2      |

| Pos. | Fahrer             | Konstrukteur         | Punkte |
| ---- | ------------------ | -------------------- | ------ |
| 13   | Nico Hülkenberg    | Force India-Mercedes | 2      |
| 14   | Michael Schumacher | Mercedes             | 1      |
| 15   | Nico Rosberg       | Mercedes             | 0      |
| 16   | Pastor Maldonado   | Williams-Renault     | 0      |
| 17   | Timo Glock         | Marussia-Cosworth    | 0      |
| 18   | Charles Pic        | Marussia-Cosworth    | 0      |
| 19   | Felipe Massa       | Ferrari              | 0      |
| 20   | Witali Petrow      | Caterham-Renault     | 0      |
| 21   | Heikki Kovalainen  | Caterham-Renault     | 0      |
| 22   | Pedro de la Rosa   | HRT-Cosworth         | 0      |
| 23   | Narain Karthikeyan | HRT-Cosworth         | 0      |
| –    | Romain Grosjean    | Lotus-Renault        | 0      |

### Konstrukteurswertung
| Pos. | Konstrukteur         | Punkte |
| ---- | -------------------- | ------ |
| 01   | McLaren-Mercedes     | 55     |
| 02   | Red Bull-Renault     | 42     |
| 03   | Ferrari              | 35     |
| 04   | Sauber-Ferrari       | 30     |
| 05   | Lotus-Renault        | 16     |
| 06   | Force India-Mercedes | 9      |

| Pos. | Konstrukteur       | Punkte |
| ---- | ------------------ | ------ |
| 07   | Williams-Renault   | 8      |
| 08   | Toro Rosso-Ferrari | 6      |
| 09   | Mercedes           | 1      |
| 10   | Marussia-Cosworth  | 0      |
| 11   | Caterham-Renault   | 0      |
| 12   | HRT-Cosworth       | 0      |